# 小山長規
小山 長規（こやま おさのり、1905年〈明治38年〉6月10日 - 1988年〈昭和63年〉1月31日）。は、日本の政治家。衆議院議員（12期）、建設大臣（第23-24代）、国務大臣環境庁長官（第3代）を歴任。

## 経歴
宮崎県西諸県郡小林村（後の西諸県郡小林町、小林市）に、森長興（西諸県貯蓄銀行頭取、宮崎県会議員等歴任）の息子（資料により二男や四男）として生まれる。1919年に細野小学校を卒業。旧制の鹿児島県立第二鹿児島中学校（現・鹿児島県立甲南高等学校）を1923年に、第三高等学校を1926年に卒業。第三高等学校と東京帝国大学ではボート部に所属。1928年高等文官試験司法科に合格。村上朝一最高裁判所長官は、ともに高等文官試験の勉強をした学生時代の親友。1929年に東京帝国大学法学部英法科を卒業し、小山家の養子となって三菱銀行へ入行。三菱銀行では、1947年に従業員組合初代委員長就任。1949年に三菱銀行を退職。
1947年の第23回衆議院議員総選挙に、公職追放となった実兄森由己雄（国民協同党）の後継として宮崎県第2区から立候補したが落選（僅差で次点）。1949年の第24回衆議院議員総選挙において、民主自由党公認で宮崎県第2区にて初当選し、以降計12回当選（第24回、第25回、第27回、第28回、第29回、第30回、第31回、第32回、第33回、第35回、第36回、第37回）。その間、民主自由党から自由党を経て自由民主党に所属。また、弁護士（第一東京弁護士会所属）、館林ガス社長、東洋軽金属工業社長、同会長となる。
1957年7月から防衛政務次官（第1次岸改造内閣）。1960年7月から衆議院農林水産委員長。1964年（昭和39年）9月に第3次池田改造内閣の建設大臣として初入閣し、同年11月の第1次佐藤内閣でも再任された。1972年、第1次田中角栄内閣の国務大臣環境庁長官に就任。1974年裁判官弾劾裁判所裁判長に就任。1980年から衆議院予算委員長を務めた。その他自由民主党内では、税制調査会長、代議士会会長、顧問などを歴任。宏池会の最長老で、1986年7月に政界から引退し、1988年1月31日死去（82歳没）。国会議員在任中の1976年4月に勲一等旭日大綬章を受けた。